# Simpsonovi ve filmu
Simpsonovi ve filmu (v anglickém originále The Simpsons Movie) jsou americký animovaný dobrodružný komediální film z roku 2007 natočený na motivy televizního seriálu Simpsonovi. Film režíroval David Silverman a scénář napsali James L. Brooks, Matt Groening, Al Jean a 9 dalších scenáristů.
Před tímto filmem vzniklo několik pokusů o film Simpsonů, všechny pokusy ale nebyly realizovány kvůli příliš krátkému scénáři a kvůli nedostatku členů produkce.
Nakonec v roce 2001 začali producenti James L. Brooks, Matt Groening, Al Jean, Richard Sakai a Mike Scully vyvíjet film dle scénáře od týmu Jamese L. Brookse, Matta Groeninga, Ala Jeana, Mikea Sculla, Iana Maxtona-Grahama, George Meyera, Davida Mirkina, Mikea Reisse, Matta Selmana, Johna Swartzweldera a Jona Vittiho. Vymysleli četné nápady na děj filmu. Scénář byl přepsán více než stokrát a byl upravován i po zahájení animace v roce 2006. Kvůli tomu byly ve finální verzi filmu vystřihnuty hodiny hotového materiálu, včetně cameo rolí Erin Brockovichové, Minnie Driverové, Isly Fisherové, Kelseyho Grammera a Edwarda Nortona. Tom Hanks a členové Green Day byli začleněni do scénáře až ve finální úpravě jako jejich animované postavy, zatímco James L. Brooks, častý hostující umělec v seriálu, namlouval postavu darebáka Russa Cargilla.
S několika společnostmi (např. s Burger Kingem a 7-Eleven) tvůrci navázali akce za účelem propagace filmu. Film měl premiéru ve Springfieldu ve Vermontu 21. července 2007 a v amerických kinech měl premiéru o šest dní později, tedy 27. července 2007. V Česku měl film premiéru již 26. července 2007 na Letní filmové škole v Uherském Hradišti. Film se potýkal s kritickým i komerčním úspěchem, celosvětové výdělky převyšovaly o 527 miliónů amerických dolarů oproti nákladům. Stal se osmým nejvýdělečnějším filmem roku 2007, druhým tradičně animovaným nejvýdělečnějším filmem (hned po původní verzí Lvího krále) a nejvýdělečnějším filmem založeném na animovaném televizním seriálu. V srpnu 2018 bylo oznámeno, že se pokračování filmu (sequel) vyvíjí.

## Děj

### Úvodní znělka
Film Simpsonovi ve filmu obsahuje orchestrální verzi úvodní znělky upravenou Hansem Zimmerem. Kupovité mraky jsou zobrazeny v poměru stran obrazu 16 : 9 s černými postranními pruhy na obou koncích obrazovky. Jakmile se v mracích objeví logo „The Simpsons“ (v českém znění nazpíváno jako „Simpsonovi“), letí profesor Frink v jednom z jeho vynálezů nesoucí nápis „MOVIE“ a hlásá „Hrá-jou ve filmu!“. Frink narazí na jeden z postranních pruhů, postranní pruhy ustoupí a kamera pak splétá přes město s několika hlavními orientačními body. Scéna se zaměří na pana Burnse, který se převrhne pod extra hmotností zubní pasty na zubním kartáčku, kterou mu Smithers vymáčkl. Kamera pak míří kolem hospody U Vočka do Kwik-E-Martu, kde Apu tajně přepisuje na krabici mléka datum spotřeby z roku 2006 na rok 2008. Kamera se pak rychle přiblíží před Springfieldskou základní školu, kde Jimbo, Dolph a Kearney zvedají Martina Prince na stožár za jeho spodní prádlo a zdraví ho, jako kdyby byl vlajka. Kamera pak projde skrz okno školy, kde Bart píše na tabuli větu „Nebudu si ilegálně stahovat tenhle film“, která je odkazem na pirátství předtím, než se znělka rychle přepne na kapelu Green Day, kteří pořádají koncert na Springfieldském jezeře (na pódiu na vodě) a hrají ve svém vystoupení úvodní hudbu filmu.

### Děj samotného filmu
Hudební skupina Green Day má koncert na Springfielském jezeře a vlivem znečištění jezera se jejich pódium na jezeře rozpustí a členové skupiny zemřou. Na pohřbu skupiny bude děda v kostele prorokovat, že se na město Springfield řítí pohroma. Marge prorokování bere vážně se snaží rozluštit, co to mělo znamenat. Tentýž den Homer vyhecuje Barta, aby jel na skateboardu až ke Krusty Burgeru a zpět nahatý. Policisté Barta dopadnou, připoutají jej k nedaleké lampě a nechají jej tam. Když si pro něj Homer přijede, jdou se do Krusty Burgeru najíst a uvnitř zachrání Homer prase před smrtí. Bart okamžitě naváže vztah se svým sousedem Nedem Flandersem.
Mezitím Líza s Colinem prosadí zákaz ukládání odpadu do jezera. Homer ukládá výkaly prasete do velkého sila, dokud mu Marge neřekne, aby odpad bezpečně zlikvidoval. Homer zpočátku chtěl odpad bezpečně zlikvidovat, ale zatelefonuje mu Lenny, který mu oznámí, že místní koblihárna rozdává koblihy zdarma. Homer se proto rozhodne pro rychlejší variantu – silo i přes zákaz vyhodí do jezera a vážně jej znečistí. O chvíli později skočí do jezera veverka a znečištění ji zmutuje (přibude ji několik očí). Flanders s Bartem toto mnohooké stvoření objeví dříve, než jej nalezne Eko profi agentura (EPA). Russ Cargill, šéf Eko profi agentury, představuje pět „nemyslitelných“ možností pro zabránění dalšího znečistění města Springfield americkému prezidentovi Arnoldu Schwarzeneggerovi.
Důkladně přemýšlející prezident zvolí jednu z možností, aniž by si ji přečetl. Kvůli tomu je Springfield uvězněn v gigantické skleněné báni. Později policie objeví Homerovo silo v jezeře a zjistí, že za uvěznění města v báni může Homer. Springfielďané (s výjimkou Flandersů a Colina) tvoří rozzuřený dav a postupují k domu Simpsonových, aby zabili Homera a jeho rodinu, ale podaří se jim uniknout za hranice města skrz pískoviště, které zničí jejich dům a auto. Během pronásledování agentury EPA Simpsonovi uprchli do motelu, aby v něm strávili noc. Další den Homer vyhraje náklaďák na karnevalu jízdou na motocyklu uvnitř kulaté kovové kleci s nápovědou od Lízy. Simpsonovi se rozhodnou jet nákladním vozem na Aljašku.
Po třech měsících a po mnoha neúspěšných pokusech o útěk obyvatelé Springfieldu konečně udělali malou prasklinu v báni. Russ Cargill poukáže na poškození báně a manipuluje se Schwarzeneggerem, aby nařídil likvidaci města. Na Aljašce viděli Simpsonovi reklamu s Tomem Hanksem na nový Grand Canyon místo Springfieldu. Marge a děti si uvědomují, že jejich rodné město je v nebezpečí, a chtějí se vrátit, aby ho zachránily, ale Homer si myslí, že jeho rodina by byla ohrožena, pokud by se vrátili zpět do Springfieldu. Homer sobecky odmítá pomáhat obyvatelům města, kteří se ho pokusili zabít, a je na ně naštvaný. Simpsonovi s výjimkou Homera odjedou do Springfieldu.
Později se Homer vrací do jejich domu na Aljašce, ale zjistí, že rodina opravu odjela zachránit Springfield. Později si všimne videozáznamu, který pro něj zanechala Marge. Videozáznam nahrála na kazetu přes jejich svatební video. Homer se rozhodne, že půjde najít svou rodinu. Homer uvízne na malé ledové kře. Poté, co jej nalezne místní eskymačka a zachrání jej před ledním medvědem, Homer prozře a rozhodne se vrátit do Springfieldu, aby zachránil svou rodinu a město před zničením. Mezitím jsou Marge a děti zajati Russem Cargillem a agenturou EPA poté, co je vyslechne Národní bezpečnostní agentura, a umístí je zpět do báně.
Když Homer konečně dorazí ke Springfieldu, vrtulník spustí lanem skrz otvor v báni „malou, ale účinnou bombu“. Zatímco Homer leze z vnější strany báně pomocí sekundového lepidla na jeho rukou, obyvatelé města uvnitř báně se pokusili vylézt na provaz, aby unikli skrz stále otevřenou díru. Homer však sklouzne dolů po laně a zabrání všem ostatním, aby se dostali ven. Po sklouznutí dolů se srazí s bombou, čímž urychlí čas do detonace. Po smíření Barta s Homerem jedou na motocyklu po vnitřní části báně (podobně jako dříve na karnevalové atrakci). Bartovi (který jede s ním) se podaří hodit bombu skrz díru, která vybuchne o několik sekund později, konečně zničí báň (stanou se z ní střepy) a zachrání město před zničením. Russ Cargill se s nimi setká a vyhrožuje, že je zastřelí brokovnicí, ale Maggie ho zabila velkým balvanem.
Obyvatelé Homerovi odpustili a nazvali ho hrdinou za záchranu jejich rodného města. Do západu slunce jezdí na motocyklu s Marge a Maggie, načež Springfielďané opravují město a vracejí se do normálních kolejí. Jako symbol vděčnosti pomáhají také obyvatelé města Simpsonovým přestavět jejich dům, který byl zničen pískovištěm.

## Chyby
- V prvním záběru Komiksákův mobil nemá anténu, kdežto v dalších záběrech ji má.
- Když Homer čeká ve frontě na likvidaci výkalů prasete, je v pozadí vidět Hans Krtkovic. Když se Homer přiřítí k jezeru, také je v záběru vidět Hans.
- Když Eko profi agentura (EPA) pokládá na Springfield skleněnou báň, poničí nápis, později je ukázán poničený jinak než na začátku.
- Carl má pochodeň v levé ruce, ale když zapaloval květinu Colinovi, držel ji najednou v pravé ruce.
- Springfielďané dům Simpsonových zapálí, ale v další scéně je v pořádku.

## Znění filmu

### Anglické znění
V anglickém dabingu byly do rolí dabérů většinou obsazeny obvyklé hvězdy ze seriálu:
| Dabér                                             | Hlavní role (uvedeno v titulcích) | Vedlejší role (neuvedeno v titulcích) |
| ------------------------------------------------- | --- | --- |
| Dan Castellaneta                                  | Homer Simpson, Abe Simpson, Šáša Krusty, Školník Willie, Starosta Quimby, Levák Bob, pan Teeny, úředník EPA, Itchy, Barney Gumble                  | inspicient, modrovlasý právník, veverka, Hans Krtkovic, pan Panicky, líbající policista, medvěd, chlapec na telefonu, pracovník NSA, důstojník, Bohatý Texasan, Spasitel, Jeremy Freedman |
| Julie Kavnerová                                   | Marge Simpsonová, Selma Bouvierová, Patty Bouvierová                                                                                               | |
| Nancy Cartwrightová                               | Bart Simpson, Ralph Wiggum, Todd Flanders, Nelson Muntz                                                                                            | Maggie Simpsonová, dcera v TV, žena na telefonu |
| Yeardley Smithová                                 | Líza Simpsonová | |
| Hank Azaria                                       | Vočko Szyslak, Šéf Wiggum, Cletus Spuckler, Profesor Frink, Apu Nahasapímapetilon, Lou, Komiksák, Horatio McCallister, Čmeláčí muž, Dr. Nick       | Carl, pracovník EPA, Dome Depot Announcer, líbající policista, pekař, úředník čerpací stanice, Drederick Tatum, EPA pasažér, robot, moudrý člověk                                         |
| Harry Shearer                                     | pan. Burns, Smithers, Ned Flanders, Reverend Lovejoy, Lenny, prezident Arnold Schwarzenegger, Seymour Skinner, Kent Brockman, Dr. Dlaha, Otto Mann | Scratchy, Skull, výběrčí mýtného, stráž |
| Pamela Haydenová                                  | Milhouse Van Houten, Rod Flanders, Jimbo Jones | |
| Tress MacNeilleová                                | lékařka, Agnes Skinnerová, kočičí dáma, Colin, Cookie Kwan                                                                                         | stará dáma, paní Muntzová, Plopper, pracovník EPA, Lindsey Neagle, hlas GPS navigace, syn v TV, dívka na telefonu                                                                         |
| Albert Brooks (v titulcích uveden jako A. Brooks) | Russ Cargill | |
| Karl Wiedergott                                   | úředník EPA, muž | |
| Marcia Wallaceová                                 | Edna Krabappelová (scéna smazána) | |
| Russi Taylorová                                   | Martin Prince | |
| Maggie Roswellová                                 | Helena Lovejoyová | paní Hooverová |
| Phil Rosenthal                                    | otec v TV | |
| Billie Joe Armstrong                              | Green Day (jako oni sami) | |
| Frank Edwin Wright III                            | Green Day (jako oni sami) | |
| Michael Pritchard                                 | Green Day (jako oni sami) | |
| Joe Mantegna                                      | Tlustý Tony | |
| Tom Hanks                                         | on sám | |

### České znění
V českém znění seriálu účinkují také dabéři ze seriálu. Režisérem českého znění filmu je stejně jako v seriálu Zdeněk Štěpán (který sám dabuje postavu Hanse Krtkovice). Film do češtiny přeložil Petr Putna.
| Vlastimil Zavřel          | Homer Simpson                           |
| Jiří Lábus                | Marge Simpsonová                        |
| Martin Dejdar             | Bart Simpson                            |
| Helena Štáchová           | Líza Simpsonová, Maggie Simpsonová      |
| Dalimil Klapka            | Abraham Simpson, Seymour Skinner        |
| Vladimír Fišer            | Kent Brockman                           |
| Bohdan Tůma               | Clancy Wiggum                           |
| Stanislav Lehký           | šáša Krusty, Komiksák                   |
| Jiří Havel                | Ned Flanders                            |
| Bedřich Šetena            | Mongomery Burns                         |
| Jan Vondráček             | Vočko Szyslak                           |
| Bohuslav Kalva            | doktor Dlaha                            |
| Mojmír Maděrič            | Waylon Smithers                         |
| Josef Carda               | Lenny Leonard                           |
| Zdeněk Hess               | školník Willie                          |
| Miroslav Saic             | Barney Gumble                           |
| Jiří Schwarz              | Russ Cargill                            |
| Ludmila Molínová-Zábršová | eskymačka („prsatice“)                  |
| Tomáš Borůvka             | prezident Schwarzenegger                |
| Aleš Procházka            | Tom Hanks                               |
| Vítězslav Bouchner        | Apu Nahasapímapetilon                   |
| Zdeněk Dolanský           | Reverend Lovejoy                        |
| Zdeněk Štěpán             | Hans Krtkovic                           |
| Josef Pejchal             | Colin                                   |
| Petra Jindrová-Lupínková  | paní Muntzová (Nelsonova matka) a další |
| Blanka Zdichyncová        | Edna Krabappelová                       |
| Martin Janouš             | Ralph Wiggum, Martin Prince, Otto Mann  |
| Pavel Tesař               | Milhouse Van Houten                     |
| Jaroslav Horák            | Carl Carlson                            |

## Produkce

### Vývoj
Výrobní štáb zvažoval filmovou adaptaci Simpsonových již od počátku seriálu. Tvůrce seriálu, Matt Groening, cítil, že celovečerní film by jim umožnil zvětšit měřítko pořadu a animovat sekvence příliš složité pro televizní seriál. Měl v úmyslu vytvořit film po ukončení seriálu. Tým Simpsonových se pokusil přizpůsobit díl Vzhůru na prázdniny ze čtvrté řady pro film, ale potíže nastaly s prodloužením dílu na celovečerní délku. Nadlouho byl projekt celovečerního filmu pozastaven. Bylo obtížné najít příběh, který by byl dostatečně dlouhý pro film. Navíc výrobní tým neměl dostatek času na dokončení tohoto projektu, protože tvorbou seriálu byli zaměstnáni na plný úvazek. Groening si také přál vytvořit Simpstazii, parodii na film Fantazie; parodie nikdy nebyla produkována, částečně ze stejného důvodu jako při předchozích pokusech – bylo příliš obtížné napsat celovečerní scénář. Dabér Phil Hartman si přál natočit hraný film založený na jeho postavě Troy McClure; několik tvůrců seriálu vyjádřilo touhu pomoci vytvořit tento film a Josh Weinstein navrhl použít děj dílu Ryba jménem Selma, ale projekt byl zrušen po Hartmanově smrti v roce 1998.
Dabéři podepsali smlouvy pro dabing filmu v roce 2001, teprve poté začala práce na scénáři. Producenti se zpočátku obávali, že vytvoření filmu by mělo na seriál negativní dopad, protože neměli dostatek pracovníků, aby se mohli soustředit na oba projekty. Jak seriál pokračoval, pro Simpsony začali pracovat další scenáristé a animátoři, aby mohl být produkován film současně se seriálem. Matt Groening a James L. Brooks pozvali zpět Mikea Scullyho a Ala Jeana, aby s nimi produkovali film. Poté podepsali smlouvu s Davidem Silvermanem (který kvůli filmu ukončil práci v Pixaru) pro roli režiséra.
Největší možný tým scenáristů byl shromážděn. Byli vybráni David Mirkin, Mike Reiss, George Meyer, John Swartzwelder a Jon Vitti. Ian Maxtone-Graham a Matt Selman se připojili později a James L. Brooks, Matt Groening, Mike Scully a Al Jean také psali části skriptu. Sam Simon se nevrátil, protože opustil seriál kvůli kreativním rozdílům již v roce 1993. Bývalý scenárista Conan O'Brien vyjádřil zájem znovu spolupracovat se štáby Simpsonových, i když si později žertoval: „Obávám se, že část mého mozku, která psala Simpsonovy, byla zničena po 14 letech spolupráce s Lindsay Lohanovou a s tím chlapem ze seriálu One Tree Hill, takže to možná dopadlo nejlépe.“ Totéž platí pro režiséra Brada Birda, který řekl: „Mou fantazii pobavilo dotaz, jestli bych na filmu mohl pracovat,“ ale neměl dost času kvůli práci na filmu Ratatouille. Producenti se dohodli s Foxem, který by jim umožnil ukončit produkci filmu kdykoli, kdyby se domnívali, že scénář filmu je neuspokojivý.
Práce na scénáři pokračovaly od roku 2003 a probíhaly v malém bungalovu, kde Matt Groening poprvé nadhodil návrh Simpsonových v roce 1987. Scenáristé strávili šest měsíců diskusí ohledně děje filmu a každý z nich nabídl letmý návrh. Al Jean navrhl, aby rodina zachraňovala kapustňáky. Tento námět byl použit v seriálu v dílu Ohňostroj oddanosti. Jeden z návrhů byl, aby si postavy uvědomily, že jsou součástí televizního pořadu, podobně jako ve filmu Truman Show. Groening návrh zamítl, protože cítil, že Simpsonovi by „nikdy neměli sami sebe vnímat jako celebrity“, avšak námět byl později použit ve videohře The Simpsons Game. Groening četl o městě, které se muselo zbavit výkalů vepřů ze zásobárny vody, což se stalo inspirací pro děj filmu. Rozhodnutí o významné roli Neda Flanderse padlo brzy, protože Jean chtěl vidět, jaký by byl Bartův život, kdyby byl Ned jeho otcem. Hank Scorpio, postava z dílu Dvojí stěhování z roku 1996, se původně měla vrátit jako záporná postava, ale štáb tento návrh poupravil a místo Hanka vytvořil novou postavu, Russa Cargilla. Poté, co bylo rozhodnuto o základním dění filmu, jej scenáristé rozvrhli do sedmi částí. Scenáristé Jean, Scully, Reiss, Swartzwelder, Vitti, Mirkin a Meyer napsali každý 25 stran a sešli se o měsíc později, aby sloučili sedm scénářů do jednoho „velmi hrubého návrhu“. Scénář filmu byl psán stejným způsobem jako televizní seriál: sedli si kolem stolu, nadhazovali nápady a snažili se ostatní rozesmát. Scénář prošel více než 100 verzemi, během tohoto vývoje měl být film muzikál. Písně se však zkracovaly a zkracovaly a od muzikálu bylo upuštěno. Groening popsal jeho touhu vytvořit film, který by byl dramaticky silnější než televizní díl, řekl: „chtěl jsem vytvořit něco, co jste ještě nikdy neviděli“.

### Animace

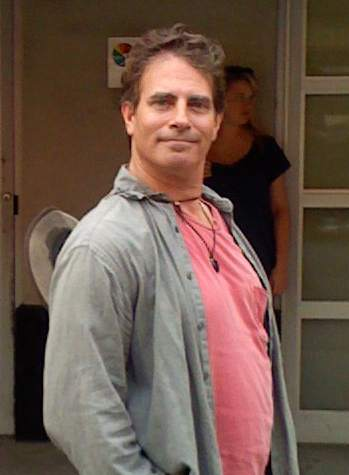
Režisér animace David Silverman sledující díl seriálu pro inspiraci

Animace filmu započala v lednu 2006, scéna s Itchym a Scratchym byla jako první v kresleném scénáři. Groening odmítl natočit hraný film a také odmítl použití počítačem generovaných snímků, nazval animaci filmu jako „záměrné nedokonalou“ a „projev úcty tradiční ruční animaci“. Film byl natočen v širokoúhlém poměru stran 2,40 : 1, aby byl odlišen od klasického televizního dílu s největší paletou barev, kterou kdy měli animátoři k dispozici. Velká část filmu byla animována pomocí tabletů Cintiq od společnosti Wacom, které umožňují kreslit přímo na obrazovku tabletu. Produkce animace byla rozdělena mezi čtyři studia z celého světa: Film Roman v Burbanku v Kalifornii, Rough Draft Studios v Glendale v Kalifornii a AKOM a Rough Draft's division v Soulu v Jižní Koreji. Stejně jako v případě televizních seriálů se kreslený scénář, postavy, rozvržení pozadí a animatik vyráběly v Americe. Zahraniční studia dokončila inbetweening, digitální inkoust, barvy a renderování animace na pásku, poté byla odeslána zpět do Spojených států.
Režisér David Silverman uvedl, že na rozdíl od televizních seriálů, kde „musíte vybrat a vzít“, film jim dal příležitost „uchvátit diváka v každé scéně“. Postavy mají na rozdíl od seriálu stíny. Silverman a animátoři se inspirovali filmy jako Úžasňákovi, Trio z Belleville a Černý den v Black Rock, protože pro ně byly „naučné v inscenacích kvůli umístění postav“. Hledali také inspiraci, jak znázornit sny a myšlenky ve filmech studia Disney, jako jsou Dumbo, pohádka Pluto's Judgement Day a na davové scény filmu It's a Mad, Mad, Mad, Mad World. Silverman se také podíval na díly seriálu Simpsonovi, které režíroval, především na jeho dva oblíbené díly, Homer klaunem a Drobné kiksy nad komiksy. Každý ze čtyři hlavních Silvermanových spolupracovníků, Mike B. Anderson, Lauren MacMullanová, Rich Moore a Steven Dean Moore, kontrolovali animaci nad Silvermanovým dohledem, s četnými jinými animátory pracujícími na scénách.

### Hudba
James L. Brooks vybral Hanse Zimmera, aby složil hudbu k filmu, protože byli dobří přátelé a pravidelní spolupracovníci. Zimmer cítil, že skládání pro něj bylo „jedinečnou výzvou“ a musel se „pokusit vyjádřit styl Simpsonů a zároveň diváky neunudit“. Použil orchestrální verzi původní úvodní znělky Dannyho Elfmana, ale nechtěl ji používat nadměrně. Vytvořil témata pro každého člena rodiny. Zimmer se nejvíce soustředil na příznačný motiv Homera, také složil krátké motivy pro Bart a Marge. Pravidelný tvůrce televizních seriálů Alf Clausen nebyl požádán, aby film ohodnotil a poznamenal: „Někdy jste v čele, jindy jste jako brouk“.
Kromě jejich dabování sebe samotných Green Day nahráli jejich vlastní verzi hudby z úvodní znělky a vydali ji jako singl. Zimmer upravil píseň „Spider-vepř“ (v originále „Spider-pig“) na sborovou skladbu, což byl původně vtip, který do filmu neměl v úmyslu vložit. Zimmer také s kolegy vytvářel 32 verzí písně pro dabing, když byl film uveden na mezinárodní úrovni. Považoval překlad písně do španělštiny za nejtěžší. Stejný sbor se naučil zpívat skladbu pro každý z dabingů v cizím jazyce. 
Kdežto v anglické verzi filmu a v samotném seriálu je úvodní obrazovka znělky nazpívána v angličtině („The Simpsons“), tak v české verzi znělku „Simpsonovi“ nazpívali: Pavel Tesař, Linda Finková, Dušan Kollár, Svatava Černá a Ondřej Izdný.

## Pokračování
Matt Groening v jednom rozhovoru řekl, že producenti Simpsonových, kteří jsou v současné době na 100 % zaměstnáni výrobou seriálu, se prý natočením dalšího filmu budou zabývat až po samém skončení seriálu, což, jak sám také prohlásil, je v nedohlednu, jelikož sami producenti mají stále dost materiálů a nápadů na výrobu dalších epizod a sérií. Studio Fox očekávalo, že film také vznikne až po skončení seriálu, protože tvůrci seriálu jsou zaneprázdněni.
Roku 2010 producent James L. Brooks řekl, že studio Fox by chtělo vytvořit pokračování filmu. V roce 2018 Al Jean oznámil, že probíhá raná fáze vývoje pokračování prvního filmu. Avšak není jisté, zda raná fáze pokračuje po koupení společnosti Fox studiem Disneym. V červenci 2019 Matt Groening na Comic Conu v San Diegu řekl, že pokračování filmu bude, ale zatím není známo kdy. Groening také prohlásil, že Disney bude mít o pokračování zájem. V srpnu 2019 se sešli na velké schůzce producenti seriálu Al Jean a Matt Selman se studiem Disney. Řešili pokračování filmu a studio producentům nabídlo, že by finančně podpořili spin-offy seriálu (ve kterých by se do role hlavní postavy dostala nějaká vedlejší postava).